# Manu Dibango
Manu Dibango   (Douala, 12 de desembre de 1933 - Melun, 24 de març de 2020) nom artístic d'Emmanuel N'Djoké Dibango fou un saxofonista, vibrafonista i cantant camerunès.)
Va ser el 1972 quan conegué un èxit mundial que el revelà amb la cançó Soul Makossa.
El 14 de juliol de 2010, Manu Dibango fou adobat cavaller de la Legió d'honor.
Va morir el 24 de març de 2020 a l'edat de vuitanta-sis anys després de complicacions a causa de la infecció de Covid-19 que es va confirmar sis dies abans.

## Discografia
- Soul Makossa (1972)
- Manu 76 (1976)
- Super Kumba (1976)
- Afrovision (1978)
- A l'Olympia (1978)
- Gone Clear (1980)
- Afrijazzy (1986)
- Négropolitaines (1980)
- Ambassador (1981)
- Happy Feeling (1998)
- Rasta Souvenir (1989)
- Makossa Man (1991)
- Live '91 (1992)
- Live 96 Petit Journal Montparnasse (El disc inclou versionss de Morning glory de Duke Ellington i de la cançó alemanya Sag Warum (diga'm perquè) de Camillio)
- Polysonik (1992)
- Wakafrika (con Youssou N'Dour, Alex Brown, Peter Gabriel, Ladysmith Black Manbazo, Geoffrey Oryema, Salif Keïta, Ray Lema, Rai Phiri, King Sunny Adé, Angélique Kidjo, Papa Wemba, Kaïssa Doumbé, Bonga, Touré Kunda i Sinéad O'Connor) (1994)
- Lamastabastani (1996)
- Manu Safari (1998)
- CubAfrica (con Eliades Ochoa y el Cuarteto Patria) (1998)
- Manu Dibango Anthology (3 CD, inclou algunes de les cançons més conegudes com a Soul Makossa, Pepe Soup, Reggae Makossa, Ambiance Tropica, Yekey Tenge, entre d'altres) (2000)
- Manu Dibango joue Sidney Bechet (2007)
- Ballad Emotion (2011)
- Past Present Future (2011)

## Vídeo
- En live Manu Dibango et le Soul Makossa Gang (DVD, 2005)